# Alpiner Skiweltcup 1996/97
Die Saison 1996/97 des von der FIS veranstalteten Alpinen Skiweltcups begann am 26. Oktober 1996 in Sölden und endete am 16. März 1997 anlässlich des Weltcup-Finales in Vail. Bei den Männern wurden 35 Rennen ausgetragen (11 Abfahrten, 6 Super-G, 8 Riesenslaloms, 10 Slaloms). Bei den Frauen waren es 31 Rennen (8 Abfahrten, 7 Super-G, 7 Riesenslaloms, 9 Slaloms). Dazu kamen zwei Kombinationswertungen bei den Männern und eine bei den Frauen. Luc Alphand genügten die beiden Disziplinen Abfahrt und Super-G zum Weltcup-Gesamtsieg. Renate Götschl landete den einzigen Sieg für die ÖSV-Damen (Abfahrt Vail), jedoch reichte ihr das für den Gewinn in dieser Disziplin.
Höhepunkt der Saison waren die Weltmeisterschaften 1997 in Sestriere.

## Weltcupwertungen

### Gesamt
| Rang | Name                  | Punkte |
| ---- | --------------------- | ------ |
| 01.  | Luc Alphand           | 1130   |
| 02.  | Kjetil André Aamodt   | 1096   |
| 03.  | Josef Strobl          | 1021   |
| 04.  | Kristian Ghedina      | 0990   |
| 05.  | Michael von Grünigen  | 0867   |
| 06.  | Andreas Schifferer    | 0781   |
| 07.  | Hans Knauß            | 0756   |
| 08.  | Thomas Sykora         | 0697   |
| 09.  | Thomas Stangassinger  | 0670   |
| 10.  | Werner Franz          | 0660   |
| 11.  | Atle Skårdal          | 0644   |
| 012. | Fritz Strobl          | 0641   |
| 13.  | Lasse Kjus            | 0625   |
| 14.  | Günther Mader         | 0611   |
| 15.  | Steve Locher          | 0449   |
| 16.  | Finn Christian Jagge  | 0424   |
| 17.  | Pietro Vitalini       | 0419   |
| 18.  | Sébastien Amiez       | 0396   |
| 18.  | Fredrik Nyberg        | 0396   |
| 20.  | Bruno Kernen          | 0394   |
| 21.  | Hermann Maier         | 0379   |
| 22.  | Paul Accola           | 0372   |
| 23.  | Siegfried Voglreiter  | 0371   |
| 24.  | Werner Perathoner     | 0368   |
| 25.  | Alberto Tomba         | 0352   |
| 26.  | Tom Stiansen          | 0339   |
| 27.  | Franco Cavegn         | 0338   |
| 28.  | Christian Mayer       | 0330   |
| 29.  | Mario Reiter          | 0328   |
| 30.  | Jure Košir            | 0326   |
| 31.  | William Besse         | 0323   |
| 32.  | Hannes Trinkl         | 0318   |
| 33.  | Patrick Ortlieb       | 0316   |
| 34.  | Kiminobu Kimura       | 0289   |
| 35.  | Ole Kristian Furuseth | 0286   |
| 36.  | Peter Runggaldier     | 0278   |
| 37.  | Rainer Salzgeber      | 0271   |
| 38.  | Ed Podivinsky         | 0266   |
| 39.  | Luca Cattaneo         | 0258   |
| 40.  | Urs Kälin             | 0243   |
| 41.  | Markus Eberle         | 0218   |
| 42.  | Patrick Holzer        | 0203   |
| 43.  | Martin Hansson        | 0188   |
| 43.  | Andrej Miklavc        | 0188   |
| 45.  | Heinz Schilchegger    | 0171   |
| 46.  | Matteo Nana           | 0164   |
| 47.  | Daron Rahlves         | 0160   |
| 48.  | Ian Piccard           | 0155   |

| Rang | Name                    | Punkte |
| ---- | ----------------------- | ------ |
| 49.  | Matthew Grosjean        | 144    |
| 50.  | Thomas Grandi           | 134    |
| 51.  | Andrea Zinsli           | 128    |
| 52.  | Markus Herrmann         | 127    |
| 53.  | Gerhard Königsrainer    | 122    |
| 54.  | François Simond         | 120    |
| 55.  | Adrien Duvillard        | 119    |
| 56.  | Roland Assinger         | 118    |
| 57.  | Joël Chenal             | 111    |
| 57.  | Stefan Krauß            | 111    |
| 59.  | Fabrizio Tescari        | 107    |
| 60.  | Rene Mlekuž             | 104    |
| 61.  | Yves Dimier             | 100    |
| 62.  | Jean-Luc Crétier        | 094    |
| 62.  | Luke Sauder             | 094    |
| 64.  | Harald C. Strand Nilsen | 092    |
| 65.  | Michael Tritscher       | 085    |
| 66.  | Tobias Barnerssoi       | 084    |
| 67.  | Pierrick Bourgeat       | 083    |
| 68.  | Erik Seletto            | 078    |
| 69.  | Cary Mullen             | 077    |
| 70.  | Mitja Kunc              | 074    |
| 70.  | Alois Vogl              | 074    |
| 72.  | Matjaž Vrhovnik         | 074    |
| 73.  | Fabio De Crignis        | 067    |
| 74.  | Chad Fleischer          | 065    |
| 74.  | Kyle Rasmussen          | 065    |
| 76.  | Kévin Page              | 064    |
| 77.  | AJ Kitt                 | 062    |
| 78.  | Andrei Filitschkin      | 061    |
| 79.  | Audun Grønvold          | 058    |
| 79.  | Benjamin Melquiond      | 058    |
| 81.  | Konrad Kurt Ladstätter  | 056    |
| 82.  | Mika Marila             | 047    |
| 83.  | Pierre Violon           | 045    |
| 84.  | Norbert Holzknecht      | 043    |
| 85.  | Éric Rolland            | 042    |
| 86.  | Kevin Wert              | 041    |
| 87.  | Tommy Moe               | 039    |
| 88.  | Chip Knight             | 037    |
| 88.  | Janne Leskinen          | 037    |
| 90.  | Christophe Saioni       | 035    |
| 90.  | Patrick Wirth           | 035    |
| 92.  | Rob Boyd                | 034    |
| 93.  | Urs Lehmann             | 033    |
| 93.  | Johan Wallner           | 033    |
| 95.  | Vincent Millet          | 032    |
| 96.  | Alessandro Fattori      | 030    |

| Rang | Name                  | Punkte |
| ---- | --------------------- | ------ |
| 97.  | Matteo Belfrond       | 29     |
| 97.  | Aleš Brezavšček       | 29     |
| 97.  | Achim Vogt            | 29     |
| 100. | Andreas Ertl          | 27     |
| 100. | Brian Stemmle         | 27     |
| 102. | Lasse Paulsen         | 24     |
| 102. | Jeff Piccard          | 24     |
| 104. | Frédéric Marin-Cudraz | 23     |
| 105. | Ivan Bormolini        | 22     |
| 105. | Jernej Koblar         | 22     |
| 107. | Gaku Hirasawa         | 18     |
| 107. | Alberto Senigagliesi  | 18     |
| 109. | Didier Plaschy        | 17     |
| 110. | Marco Büchel          | 16     |
| 110. | Drago Grubelnik       | 16     |
| 112. | Manfred Kleinlercher  | 13     |
| 112. | Heinrich Rupp         | 13     |
| 112. | Kenneth Sivertsen     | 13     |
| 115. | Marc Girardelli       | 12     |
| 116. | Stanley Hayer         | 11     |
| 116. | Patrik Järbyn         | 11     |
| 116. | Matej Jovan           | 11     |
| 116. | Massimo Zucchelli     | 11     |
| 120. | Sergio Bergamelli     | 10     |
| 120. | Hans Petter Buraas    | 10     |
| 120. | Xavier Gigandet       |        |
| 123. | Vincent Blanc         | 09     |
| 123. | Frédéric Covili       | 09     |
| 123. | Simone Vicquery       | 09     |
| 126. | Kilian Albrecht       | 08     |
| 126. | Tomas Bergamelli      | 08     |
| 126. | Jürg Grünenfelder     | 08     |
| 126. | Tobias Hellman        | 08     |
| 126. | Ambrosi Hoffmann      | 08     |
| 126. | Giorgio Rocca         | 08     |
| 132. | Sven Schnitzenbaumer  | 07     |
| 132. | Gerhard Speiser       | 07     |
| 132. | Marcel Sulliger       | 07     |
| 135. | Lorenzo Galli         | 06     |
| 135. | Max Rauffer           | 06     |
| 135. | Arnold Rieder         | 06     |
| 138. | Riccardo Rolando      | 05     |
| 139. | Ryan Oughtred         | 04     |
| 139. | Leo Püntener          | 04     |
| 141. | Oswald Schranzhofer   | 03     |
| 141. | Éric Villiard         | 03     |
| 143. | Graham Bell           | 02     |
| 144. | Peter Pen             | 01     |
| 144. | Stefan Stankalla      | 01     |

| Rang | Name                   | Punkte |
| ---- | ---------------------- | ------ |
| 01.  | Pernilla Wiberg        | 1960   |
| 02.  | Katja Seizinger        | 1424   |
| 03.  | Hilde Gerg             | 1150   |
| 04.  | Deborah Compagnoni     | 0967   |
| 05.  | Isolde Kostner         | 0833   |
| 06.  | Heidi Zurbriggen       | 0785   |
| 07.  | Anita Wachter          | 0741   |
| 08.  | Renate Götschl         | 0647   |
| 09.  | Martina Ertl           | 0620   |
| 10.  | Warwara Selenskaja     | 0604   |
| 11.  | Florence Masnada       | 0432   |
| 12.  | Urška Hrovat           | 0428   |
| 13.  | Claudia Riegler        | 0418   |
| 14.  | Karin Roten            | 0407   |
| 15.  | Carole Montillet       | 0399   |
| 16.  | Stefanie Schuster      | 0397   |
| 17.  | Lara Magoni            | 0391   |
| 18.  | Katharina Gutensohn    | 0382   |
| 19.  | Alexandra Meissnitzer  | 0358   |
| 20.  | Patricia Chauvet       | 0347   |
| 21.  | Elfi Eder              | 0306   |
| 22.  | Hilary Lindh           | 0271   |
| 23.  | Sonja Nef              | 0270   |
| 24.  | Ingeborg Helen Marken  | 0269   |
| 25.  | Swetlana Gladyschewa   | 0264   |
| 26.  | Regina Häusl           | 0260   |
| 27.  | Régine Cavagnoud       | 0256   |
| 28.  | Ingrid Salvenmoser     | 0250   |
| 29.  | Barbara Merlin         | 0244   |
| 30.  | Ylva Nowén             | 0243   |
| 31.  | Catherine Borghi       | 0240   |
| 32.  | Leila Piccard          | 0239   |
| 33.  | Sabine Egger           | 0234   |
| 34.  | Sabina Panzanini       | 0229   |
| 35.  | Martina Accola         | 0217   |
| 36.  | Bibiana Perez          | 0204   |
| 37.  | Miriam Vogt            | 0196   |
| 38.  | Madlen Summermatter    | 0175   |
| 39.  | Michaela Dorfmeister   | 0174   |
| 40.  | Ana Galindo Santolaria | 0168   |
| 41.  | Marlies Oester         | 0166   |

| Rang | Name                     | Punkte |
| ---- | ------------------------ | ------ |
| 42.  | Sophie Lefranc-Duvillard | 164    |
| 43.  | Gabriela Zingre-Graf     | 158    |
| 44.  | Sibylle Brauner          | 156    |
| 45.  | Trine Bakke              | 147    |
| 46.  | Andrine Flemmen          | 141    |
| 47.  | Laetitia Dalloz          | 121    |
| 48.  | Megan Gerety             | 118    |
| 48.  | Špela Pretnar            | 118    |
| 50.  | Nataša Bokal             | 117    |
| 51.  | Kristina Andersson       | 115    |
| 52.  | Karen Putzer             | 107    |
| 53.  | Karin Köllerer           | 099    |
| 54.  | Annemarie Gerg           | 091    |
| 55.  | Mélanie Turgeon          | 090    |
| 56.  | Morena Gallizio          | 087    |
| 56.  | Vanessa Vidal            | 087    |
| 58.  | Erika Hansson            | 085    |
| 59.  | Mojca Suhadolc           | 078    |
| 60.  | Marianne Kjørstad        | 077    |
| 61.  | Marianne Bréchu          | 076    |
| 62.  | Birgit Heeb              | 071    |
| 63.  | Patrizia Bassis          | 067    |
| 64.  | Katja Koren              | 065    |
| 65.  | Zali Steggall            | 063    |
| 66.  | Christel Pascal          | 061    |
| 67.  | Špela Bračun             | 059    |
| 68.  | Alessandra Merlin        | 058    |
| 69.  | Trude Gimle              | 051    |
| 69.  | Brigitte Obermoser       | 051    |
| 71.  | Picabo Street            | 050    |
| 72.  | Martina Fortkord         | 049    |
| 73.  | Kate Pace                | 043    |
| 74.  | Katrin Neuenschwander    | 041    |
| 75.  | Fujiko Sekino            | 037    |
| 76.  | Linda Ydeskog            | 034    |
| 77.  | Elisabetta Biavaschi     | 030    |
| 78.  | Béatrice Filliol         | 028    |
| 79.  | María José Rienda        | 027    |
| 80.  | Kristina Koznick         | 024    |
| 80.  | Stefanie Wolf            | 024    |

| Rang | Name                       | Punkte |
| ---- | -------------------------- | ------ |
| 082. | Eveline Rohregger          | 23     |
| 082. | Isabelle Sourd             | 23     |
| 084. | Carolina Waidhofer-Dummer  | 22     |
| 085. | Tasha Nelson               | 21     |
| 086. | Katerina Tichy             | 20     |
| 086. | Sovrana Welf               | 20     |
| 088. | Ainhoa Ibarra Astelarra    | 19     |
| 089. | Merete Fjeldavlie          | 18     |
| 089. | Shannon Nobis              | 18     |
| 091. | Sylviane Berthod           | 17     |
| 092. | Anna Ottosson              | 16     |
| 093. | Veronika Kappaurer         | 15     |
| 093. | Astrid Plank               | 15     |
| 093. | Mélanie Suchet             | 15     |
| 096. | Roberta Serra              | 14     |
| 096. | Ingrid Stöckl              | 14     |
| 098. | Sandra Reymond             | 13     |
| 099. | Silke Bachmann             | 12     |
| 099. | Alenka Dovžan              | 12     |
| 099. | Swetlana Nowikowa          |        |
| 102. | Mónica Bosch               | 11     |
| 103. | Ingrid Jacquemod           | 10     |
| 103. | Gro Kvinlog                | 10     |
| 103. | Anna Larionowa             | 10     |
| 103. | Titti Rodling              | 10     |
| 107. | Tiziana De Martin Tropanin | 09     |
| 107. | Monika Tschirky            | 09     |
| 109. | Kirsten Clark              | 08     |
| 109. | Kazuko Ikeda               | 08     |
| 111. | Karin Lambrigger           | 07     |
| 112. | Noriyo Hiroi               | 06     |
| 113. | Kristina Duvillard         | 05     |
| 113. | Tanja Schneider            | 05     |
| 115. | Leila Demez                | 04     |
| 116. | Elena Bresciani            | 04     |
| 116. | Kathleen Monahan           | 04     |
| 116. | Grete Strøm                | 04     |
| 119. | Elisabeth Brandner         | 02     |
| 120. | Anja Kalan                 | 01     |

### Abfahrt
| Rang | Athlet               | Punkte |
| ---- | -------------------- | ------ |
| 1    | Luc Alphand          | 779    |
| 2    | Kristian Ghedina     | 700    |
| 3    | Fritz Strobl         | 571    |
| 4    | Werner Franz         | 517    |
| 5    | Josef Strobl         | 470    |
| 6    | Atle Skårdal         | 452    |
| 7    | Pietro Vitalini      | 380    |
| 8    | Franco Cavegn        | 321    |
| 9    | William Besse        | 288    |
| 10   | Werner Perathoner    | 238    |
| 11   | Andreas Schifferer   | 234    |
| 12   | Hannes Trinkl        | 214    |
| 13   | Bruno Kernen         | 209    |
| 14   | Patrick Ortlieb      | 207    |
| 15   | Ed Podivinsky        | 206    |
| 16   | Lasse Kjus           | 173    |
| 17   | Hans Knauß           | 170    |
| 18   | Luca Cattaneo        | 155    |
| 19   | Adrien Duvillard     | 119    |
| 20   | Roland Assinger      | 118    |
| 21   | Markus Herrmann      | 101    |
| 22   | Peter Runggaldier    | 97     |
| 23   | Luke Sauder          | 94     |
| 24   | Kjetil André Aamondt | 92     |
| 25   | Stefan Krauß         | 89     |

| Rang | Athletin              | Punkte |
| ---- | --------------------- | ------ |
| 1    | Renate Götschl        | 483    |
| 2    | Heidi Zurbriggen      | 466    |
| 3    | Warwara Selenskaja    | 423    |
| 4    | Pernilla Wiberg       | 412    |
| 5    | Katja Seizinger       | 405    |
| 6    | Isolde Kostner        | 365    |
| 7    | Hilde Gerg            | 265    |
| 8    | Carole Montillet      | 240    |
| 9    | Hilary Lindh          | 236    |
| 10   | Stefanie Schuster     | 212    |
| 11   | Katharina Gutensohn   | 207    |
| 12   | Alexandra Meissnitzer | 195    |
| 13   | Florence Masnada      | 191    |
| 14   | Regina Häusl          | 150    |
| 15   | Régine Cavagnoud      | 137    |
| 16   | Ingeborg Helen Marken | 124    |
| 17   | Miriam Vogt           | 117    |
| 18   | Bibiana Perez         | 111    |
| 19   | Barbara Merlin        | 93     |
| 20   | Mélanie Turgeon       | 90     |
| 21   | Swetlana Gladyschewa  | 86     |
| 21   | Megan Gerety          | 86     |
| 23   | Patrizia Bassis       | 59     |
| 24   | Catherine Borghi      | 51     |
| 25   | Picabo Street         | 50     |

### Super-G
| Rang | Athlet              | Punkte |
| ---- | ------------------- | ------ |
| 1    | Luc Alphand         | 351    |
| 2    | Josef Strobl        | 333    |
| 3    | Andreas Schifferer  | 256    |
| 4    | Hermann Maier       | 230    |
| 5    | Kristian Ghedina    | 218    |
| 6    | Lasse Kjus          | 203    |
| 7    | Atle Skårdal        | 192    |
| 8    | Hans Knauß          | 187    |
| 9    | Peter Runggaldier   | 181    |
| 10   | Günther Mader       | 176    |
| 11   | Daron Rahlves       | 160    |
| 12   | Kjetil André Aamodt | 153    |
| 13   | Steve Locher        | 144    |
| 14   | Werner Perathoner   | 130    |
| 15   | Bruno Kernen        | 111    |
| 16   | Patrick Ortlieb     | 109    |
| 17   | Hannes Trinkl       | 104    |
| 18   | Luca Cattaneo       | 103    |
| 19   | Christian Mayer     | 85     |
| 20   | Paul Accola         | 65     |
| 21   | Andrei Filitschkin  | 61     |
| 22   | Ed Podivinsky       | 60     |
| 23   | Benjamin Melquiond  | 58     |
| 24   | Werner Franz        | 54     |
| 24   | Fredrik Nyberg      | 54     |

| Rang | Athletin              | Punkte |
| ---- | --------------------- | ------ |
| 1    | Hilde Gerg            | 490    |
| 2    | Katja Seizinger       | 474    |
| 3    | Pernilla Wiberg       | 449    |
| 4    | Isolde Kostner        | 355    |
| 5    | Martina Ertl          | 248    |
| 6    | Florence Masnada      | 221    |
| 7    | Warwara Selenskaja    | 181    |
| 8    | Swetlana Gladyschewa  | 178    |
| 9    | Katharina Gutensohn   | 170    |
| 10   | Carole Montillet      | 159    |
| 11   | Heidi Zurbriggen      | 155    |
| 12   | Renate Götschl        | 156    |
| 13   | Laetitia Dalloz       | 114    |
| 14   | Madlen Summermatter   | 112    |
| 15   | Régine Cavagnoud      | 111    |
| 16   | Regina Häusl          | 110    |
| 17   | Alexandra Meissnitzer | 108    |
| 18   | Ingeborg Helen Marken | 107    |
| 19   | Stefanie Schuster     | 97     |
| 20   | Catherine Borghi      | 94     |
| 20   | Michaela Dorfmeister  | 94     |
| 20   | Barbara Merlin        | 94     |
| 24   | Bibiana Perez         | 86     |
| 24   | Anita Wachter         | 81     |
| 25   | Miriam Vogt           | 71     |

### Riesenslalom
| Rang | Athlet                  | Punkte |
| ---- | ----------------------- | ------ |
| 1    | Michael von Grünigen    | 660    |
| 2    | Kjetil André Aamodt     | 387    |
| 3    | Hans Knauß              | 349    |
| 4    | Steve Locher            | 305    |
| 5    | Fredrik Nyberg          | 301    |
| 6    | Rainer Salzgeber        | 271    |
| 7    | Urs Kälin               | 243    |
| 8    | Andreas Schifferer      | 230    |
| 9    | Patrick Holzer          | 203    |
| 10   | Siegfried Voglreiter    | 191    |
| 11   | Josef Strobl            | 186    |
| 11   | Günther Mader           | 186    |
| 13   | Jure Košir              | 176    |
| 14   | Paul Accola             | 158    |
| 15   | Hermann Maier           | 149    |
| 16   | Ian Piccard             | 145    |
| 17   | Heinz Schilchegger      | 137    |
| 18   | Gerhard Königsrainer    | 122    |
| 18   | Matteo Nana             | 122    |
| 20   | Thomas Grandi           | 113    |
| 21   | Christian Mayer         | 108    |
| 22   | Lasse Kjus              | 101    |
| 23   | Harald C. Strand Nilsen | 83     |
| 24   | Tobias Barnerssoi       | 76     |
| 25   | Mario Reiter            | 56     |

| Rang | Athletin                 | Punkte |
| ---- | ------------------------ | ------ |
| 1    | Deborah Compagnoni       | 560    |
| 2    | Katja Seizinger          | 420    |
| 3    | Anita Wachter            | 378    |
| 4    | Karin Roten              | 258    |
| 5    | Sabina Panzanini         | 229    |
| 5    | Pernilla Wiberg          | 229    |
| 7    | Martina Ertl             | 207    |
| 8    | Urška Hrovat             | 191    |
| 9    | Hilde Gerg               | 174    |
| 10   | Ana Galindo Santolaria   | 168    |
| 11   | Sophie Lefranc-Duvillard | 164    |
| 11   | Heidi Zurbriggen         | 164    |
| 13   | Sonja Nef                | 148    |
| 14   | Andrine Flemmen          | 139    |
| 15   | Leila Piccard            | 119    |
| 16   | Isolde Kostner           | 113    |
| 17   | Ylva Nowén               | 103    |
| 18   | Špela Pretnar            | 96     |
| 19   | Stefanie Schuster        | 88     |
| 20   | Erika Hansson            | 73     |
| 21   | Birgit Heeb              | 71     |
| 22   | Madlen Summermatter      | 63     |
| 23   | Barbara Merlin           | 57     |
| 24   | Alexandra Meissnitzer    | 55     |
| 25   | Karen Putzer             | 54     |

### Slalom
| Rang | Athlet                | Punkte |
| ---- | --------------------- | ------ |
| 1    | Thomas Sykora         | 695    |
| 2    | Thomas Stangassinger  | 670    |
| 3    | Finn Christian Jagge  | 374    |
| 4    | Sébastien Amiez       | 373    |
| 5    | Alberto Tomba         | 352    |
| 6    | Kjetil André Aamodt   | 304    |
| 7    | Tom Stiansen          | 296    |
| 8    | Kiminobu Kimura       | 289    |
| 9    | Ole Kristian Furuseth | 286    |
| 10   | Mario Reiter          | 272    |
| 11   | Michael von Grünigen  | 207    |
| 12   | Markus Eberle         | 203    |
| 13   | Martin Hansson        | 188    |
| 13   | Andrej Miklavc        | 188    |
| 15   | Siegfried Voglreiter  | 180    |
| 16   | Jure Košir            | 150    |
| 17   | Matthew Grosjean      | 144    |
| 18   | Christian Mayer       | 137    |
| 19   | Andrea Zinsli         | 128    |
| 20   | François Simond       | 120    |
| 21   | Fabrizio Tescari      | 107    |
| 22   | Yves Dimier           | 100    |
| 23   | Rene Mlekuž           | 98     |
| 24   | Michael Tritscher     | 85     |
| 25   | Pierrick Bourgeat     | 83     |

| Rang | Athletin             | Punkte |
| ---- | -------------------- | ------ |
| 1    | Pernilla Wiberg      | 770    |
| 2    | Claudia Riegler      | 418    |
| 3    | Deborah Compagnoni   | 407    |
| 4    | Lara Magoni          | 391    |
| 5    | Patricia Chauvet     | 347    |
| 6    | Elfi Eder            | 306    |
| 7    | Ingrid Salvenmoser   | 250    |
| 8    | Urška Hrovat         | 237    |
| 9    | Sabine Egger         | 234    |
| 10   | Martina Accola       | 217    |
| 11   | Anita Wachter        | 191    |
| 12   | Karin Roten          | 149    |
| 13   | Marlies Oester       | 148    |
| 14   | Trine Bakke          | 147    |
| 15   | Hilde Gerg           | 141    |
| 16   | Ylva Nowén           | 140    |
| 17   | Gabriela Zingre-Graf | 134    |
| 18   | Martina Ertl         | 131    |
| 19   | Katja Seizinger      | 125    |
| 20   | Sonja Nef            | 122    |
| 21   | Leila Piccard        | 120    |
| 22   | Nataša Bokal         | 117    |
| 23   | Kristina Andersson   | 115    |
| 24   | Vanessa Vidal        | 87     |
| 25   | Annemarie Gerg       | 84     |

### Kombination
| Rang | Athlet               | Punkte |
| ---- | -------------------- | ------ |
| 1    | Kjetil André Aamodt  | 160    |
| 2    | Lasse Kjus           | 100    |
| 2    | Günther Mader        | 100    |
| 4    | Paul Accola          | 90     |
| 5    | Werner Franz         | 89     |
| 6    | Kristian Ghedina     | 72     |
| 7    | Andreas Schifferer   | 61     |
| 8    | Bruno Kernen         | 60     |
| 9    | Finn Christian Jagge | 50     |
| 9    | Hans Knauß           | 50     |

| Rang | Athletin              | Punkte |
| ---- | --------------------- | ------ |
| 1    | Pernilla Wiberg       | 100    |
| 2    | Hilde Gerg            | 80     |
| 3    | Anita Wachter         | 60     |
| 4    | Sibylle Brauner       | 50     |
| 5    | Catherine Borghi      | 45     |
| 6    | Morena Gallizio       | 40     |
| 7    | Ingeborg Helen Marken | 36     |
| 8    | Trude Gimle           | 32     |

## Podestplatzierungen Herren

### Abfahrt
| Datum      | Ort                          | 1. Platz         | 2. Platz         | 3. Platz         |
| ---------- | ---------------------------- | ---------------- | ---------------- | ---------------- |
| 15.12.1996 | Val-d’Isère (FRA)            | Fritz Strobl     | Werner Franz     | Patrick Ortlieb  |
| 20.12.1996 | Gröden (ITA)                 | Luc Alphand      | Atle Skårdal     | Kristian Ghedina |
| 21.12.1996 | Gröden (ITA)                 | Kristian Ghedina | Luc Alphand      | Josef Strobl     |
| 29.12.1996 | Bormio (ITA)                 | Luc Alphand      | William Besse    | Kristian Ghedina |
| 11.01.1997 | Chamonix (FRA)               | Kristian Ghedina | Atle Skårdal     | Werner Franz     |
| 18.01.1997 | Wengen (SUI)                 | Kristian Ghedina | Luc Alphand      | Fritz Strobl     |
| 24.01.1997 | Kitzbühel (AUT)              | Luc Alphand      | Werner Franz     | William Besse    |
| 25.01.1997 | Kitzbühel (AUT)              | Fritz Strobl     | Werner Franz     | Luc Alphand      |
| 22.02.1997 | Garmisch-Partenkirchen (GER) | Luc Alphand      | Pietro Vitalini  | Kristian Ghedina |
| 02.03.1997 | Kvitfjell (NOR)              | Lasse Kjus       | Pietro Vitalini  | Ed Podivinsky    |
| 12.03.1997 | Vail (USA)                   | Fritz Strobl     | Kristian Ghedina | Hannes Trinkl    |

### Super-G
| Datum      | Ort                          | 1. Platz           | 2. Platz           | 3. Platz                |
| ---------- | ---------------------------- | ------------------ | ------------------ | ----------------------- |
| 16.12.1996 | Val-d’Isère (FRA)            | Hans Knauß         | Günther Mader      | Steve Locher            |
| 29.01.1997 | Laax (SUI)                   | Luc Alphand        | Josef Strobl       | Peter Runggaldier       |
| 21.02.1997 | Garmisch-Partenkirchen (GER) | Luc Alphand        | Hermann Maier      | Werner Perathoner       |
| 23.02.1997 | Garmisch-Partenkirchen (GER) | Hermann Maier      | Kristian Ghedina   | Atle Skårdal Lasse Kjus |
| 02.03.1997 | Kvitfjell (NOR)              | Josef Strobl       | Andreas Schifferer | Lasse Kjus              |
| 13.03.1997 | Vail (USA)                   | Andreas Schifferer | Josef Strobl       | Kristian Ghedina        |

### Riesenslalom
| Datum      | Ort                 | 1. Platz             | 2. Platz             | 3. Platz             |
| ---------- | ------------------- | -------------------- | -------------------- | -------------------- |
| 27.10.1996 | Sölden (AUT)        | Steve Locher         | Michael von Grünigen | Kjetil André Aamodt  |
| 25.11.1996 | Park City (USA)     | Josef Strobl         | Hans Knauß           | Michael von Grünigen |
| 30.11.1996 | Breckenridge (USA)  | Fredrik Nyberg       | Urs Kälin            | Hans Knauß           |
| 22.12.1996 | Alta Badia (ITA)    | Michael von Grünigen | Steve Locher         | Matteo Nana          |
| 05.01.1997 | Kranjska Gora (SLO) | Michael von Grünigen | Siegfried Voglreiter | Kjetil André Aamodt  |
| 14.01.1997 | Adelboden (SUI)     | Kjetil André Aamodt  | Michael von Grünigen | Andreas Schifferer   |
| 08.03.1997 | Shigakōgen (JPN)    | Michael von Grünigen | Andreas Schifferer   | Paul Accola          |
| 15.03.1997 | Vail (USA)          | Michael von Grünigen | Rainer Salzgeber     | Andreas Schifferer   |

### Slalom
| Datum      | Ort                        | 1. Platz             | 2. Platz             | 3. Platz              |
| ---------- | -------------------------- | -------------------- | -------------------- | --------------------- |
| 24.11.1996 | Park City (USA)            | Thomas Sykora        | Thomas Stangassinger | Kjetil André Aamodt   |
| 01.12.1996 | Breckenridge (USA)         | Tom Stiansen         | Thomas Sykora        | Thomas Stangassinger  |
| 17.12.1996 | Madonna di Campiglio (ITA) | Thomas Sykora        | Alberto Tomba        | Sébastien Amiez       |
| 06.01.1997 | Kranjska Gora (SLO)        | Thomas Sykora        | Sébastien Amiez      | Thomas Stangassinger  |
| 12.01.1997 | Chamonix (FRA)             | Thomas Sykora        | Thomas Stangassinger | Martin Hansson        |
| 19.01.1997 | Wengen (FRA)               | Thomas Sykora        | Thomas Stangassinger | Sébastien Amiez       |
| 26.01.1997 | Kitzbühel (AUT)            | Mario Reiter         | Alberto Tomba        | Finn Christian Jagge  |
| 30.01.1997 | Schladming (AUT)           | Alberto Tomba        | Thomas Stangassinger | Sébastien Amiez       |
| 09.03.1997 | Shigakōgen (JPN)           | Thomas Stangassinger | Finn Christian Jagge | Ole Kristian Furuseth |
| 15.03.1997 | Vail (USA)                 | Finn Christian Jagge | Thomas Stangassinger | Alberto Tomba         |

### Kombination
| Datum          | Ort             | 1. Platz      | 2. Platz            | 3. Platz     |
| -------------- | --------------- | ------------- | ------------------- | ------------ |
| 11./12.01.1997 | Chamonix (FRA)  | Günther Mader | Kjetil André Aamodt | Bruno Kernen |
| 25./26.01.1997 | Kitzbühel (AUT) | Lasse Kjus    | Kjetil André Aamodt | Werner Franz |

## Podestplatzierungen Damen

### Abfahrt
| Datum      | Ort                      | 1. Platz                        | 2. Platz                        | 3. Platz          |
| ---------- | ------------------------ | ------------------------------- | ------------------------------- | ----------------- |
| 30.11.1996 | Lake Louise (CAN)        | Katja Seizinger                 | Carole Montillet                | Pernilla Wiberg   |
| 07.12.1996 | Vail (USA)               | Renate Götschl                  | Katja Seizinger                 | Isolde Kostner    |
| 11.01.1997 | Bad Kleinkirchheim (AUT) | Heidi Zurbriggen                | Hilde Gerg                      | Stefanie Schuster |
| 25.01.1997 | Cortina d’Ampezzo (ITA)  | Isolde Kostner Heidi Zurbriggen |                                 | Katja Seizinger   |
| 01.02.1997 | Laax (SUI)               | Warwara Selenskaja              | Renate Götschl Heidi Zurbriggen |                   |
| 28.02.1997 | Happo One (JPN)          | Warwara Selenskaja              | Hilary Lindh                    | Carole Montillet  |
| 02.03.1997 | Happo One (JPN)          | Warwara Selenskaja              | Pernilla Wiberg                 | Renate Götschl    |
| 12.03.1997 | Vail (USA)               | Pernilla Wiberg                 | Renate Götschl Katja Seizinger  |                   |

### Super-G
| Datum      | Ort                      | 1. Platz             | 2. Platz        | 3. Platz           |
| ---------- | ------------------------ | -------------------- | --------------- | ------------------ |
| 01.12.1996 | Lake Louise (CAN)        | Pernilla Wiberg      | Hilde Gerg      | Warwara Selenskaja |
| 07.12.1996 | Vail (USA)               | Swetlana Gladyschewa | Pernilla Wiberg | Carole Montillet   |
| 12.12.1996 | Val-d’Isère (FRA)        | Hilde Gerg           | Katja Seizinger | Isolde Kostner     |
| 10.01.1997 | Bad Kleinkirchheim (AUT) | Pernilla Wiberg      | Isolde Kostner  | Katja Seizinger    |
| 24.01.1997 | Cortina d’Ampezzo (ITA)  | Isolde Kostner       | Pernilla Wiberg | Katja Seizinger    |
| 08.03.1997 | Mammoth Mountain (USA)   | Katja Seizinger      | Hilde Gerg      | Pernilla Wiberg    |
| 13.03.1997 | Vail (USA)               | Katja Seizinger      | Hilde Gerg      | Martina Ertl       |

### Riesenslalom
| Datum      | Ort                     | 1. Platz           | 2. Platz                         | 3. Platz        |
| ---------- | ----------------------- | ------------------ | -------------------------------- | --------------- |
| 26.10.1996 | Sölden (AUT)            | Katja Seizinger    | Deborah Compagnoni               | Hilde Gerg      |
| 21.11.1996 | Park City (USA)         | Sabina Panzanini   | Anita Wachter                    | Katja Seizinger |
| 03.01.1997 | Maribor (SLO)           | Sabina Panzanini   | Deborah Compagnoni Anita Wachter |                 |
| 17.01.1997 | Zwiesel (GER)           | Deborah Compagnoni | Anita Wachter                    | Pernilla Wiberg |
| 18.01.1997 | Zwiesel (GER)           | Deborah Compagnoni | Anita Wachter                    | Katja Seizinger |
| 26.01.1997 | Cortina d’Ampezzo (ITA) | Deborah Compagnoni | Katja Seizinger                  | Sonja Nef       |
| 15.03.1997 | Vail (USA)              | Deborah Compagnoni | Katja Seizinger                  | Karin Roten     |

### Slalom
| Datum      | Ort                    | 1. Platz                    | 2. Platz           | 3. Platz                       |
| ---------- | ---------------------- | --------------------------- | ------------------ | ------------------------------ |
| 23.11.1996 | Park City (USA)        | Claudia Riegler             | Pernilla Wiberg    | Ingrid Salvenmoser             |
| 21.12.1996 | Crans-Montana (SUI)    | Claudia Riegler             | Pernilla Wiberg    | Patricia Chauvet               |
| 28.12.1996 | Semmering (AUT)        | Pernilla Wiberg             | Deborah Compagnoni | Anita Wachter                  |
| 29.12.1996 | Semmering (AUT)        | Deborah Compagnoni          | Patricia Chauvet   | Claudia Riegler                |
| 04.01.1997 | Maribor (SLO)          | Pernilla Wiberg             | Urška Hrovat       | Lara Magoni                    |
| 19.01.1997 | Zwiesel (GER)          | Pernilla Wiberg             | Elfi Eder          | Deborah Compagnoni             |
| 02.02.1997 | Laax (SUI)             | Claudia Riegler             | Lara Magoni        | Martina Accola Pernilla Wiberg |
| 09.03.1997 | Mammoth Mountain (USA) | Pernilla Wiberg             | Sabine Egger       | Lara Magoni                    |
| 16.03.1997 | Vail (USA)             | Lara Magoni Pernilla Wiberg |                    | Katja Seizinger                |

### Kombination
| Datum          | Ort        | 1. Platz        | 2. Platz   | 3. Platz      |
| -------------- | ---------- | --------------- | ---------- | ------------- |
| 01./02.02.1997 | Laax (SUI) | Pernilla Wiberg | Hilde Gerg | Anita Wachter |

## Nationencup
| Rang | Land                   | Punkte |
| ---- | ---------------------- | ------ |
| 1    | Österreich             | 10930  |
| 2    | Italien                | 6921   |
| 3    | Schweiz                | 5846   |
| 4    | Frankreich             | 4951   |
| 5    | Deutschland            | 4840   |
| 6    | Norwegen               | 4327   |
| 7    | Schweden               | 3148   |
| 8    | Slowenien              | 2740   |
| 9    | Vereinigte Staaten     | 1085   |
| 10   | Russland               | 951    |
| 11   | Kanada                 | 844    |
| 12   | Neuseeland             | 418    |
| 13   | Japan                  | 321    |
| 14   | Spanien                | 225    |
| 15   | Liechtenstein          | 116    |
| 16   | Finnland               | 84     |
| 17   | Australien             | 63     |
| 18   | Luxemburg              | 12     |
| 19   | Vereinigtes Königreich | 2      |

| Rang | Land                   | Punkte |
| ---- | ---------------------- | ------ |
| 1    | Österreich             | 7602   |
| 2    | Italien                | 3627   |
| 3    | Norwegen               | 3611   |
| 4    | Schweiz                | 3341   |
| 5    | Frankreich             | 2649   |
| 6    | Slowenien              | 1862   |
| 7    | Kanada                 | 691    |
| 8    | Schweden               | 636    |
| 9    | Vereinigte Staaten     | 572    |
| 10   | Deutschland            | 535    |
| 11   | Japan                  | 307    |
| 12   | Finnland               | 84     |
| 13   | Russland               | 61     |
| 14   | Liechtenstein          | 45     |
| 15   | Luxemburg              | 12     |
| 16   | Vereinigtes Königreich | 2      |

| Rang | Land               | Punkte |
| ---- | ------------------ | ------ |
| 1    | Deutschland        | 4305   |
| 2    | Österreich         | 3336   |
| 3    | Italien            | 3294   |
| 4    | Schweden           | 2512   |
| 5    | Schweiz            | 2505   |
| 6    | Frankreich         | 2302   |
| 7    | Russland           | 890    |
| 8    | Slowenien          | 878    |
| 9    | Norwegen           | 716    |
| 10   | Vereinigte Staaten | 513    |
| 11   | Neuseeland         | 418    |
| 12   | Spanien            | 225    |
| 13   | Kanada             | 153    |
| 14   | Liechtenstein      | 71     |
| 15   | Australien         | 63     |
| 16   | Japan              | 14     |

## Saisonverlauf

### Premierensiege
Herren:
- Fritz Strobl überraschte am 15. Dezember, als er mit Start-Nr. 43 bei der von knappen Zeitabständen geprägten Abfahrt in Val d'Isère (die Top 6 lagen innerhalb von 0,29 s) seinen Premierensieg einfuhr und (mit dem Minimalvorsprung von 0,02 s) ausgerechnet seinem mit Nummer 16 gefahrenen Kärntner Landsmann Werner Franz, der sich (ebenfalls) vor seinem Erstsieg befunden und den Angriff von Josef Strobl (Startnummer 22) überstanden hatte, um 0,02 s besiegte. (Für Werner Franz war es ein unliebsames „Déjà vu“, denn fast auf den Tag genau vor drei Jahren, am 17. Dezember 1993, war er auf der „Saslong“ in Gröden mit Nr. 52 in Führung gegangen und noch von Markus Foser, Nr. 66, auf Platz 2 verwiesen worden.)
- Tom Stiansen, dem noch in der laufenden Saison der Slalom-Weltmeistertitel gelang, holte sich in Breckenridge (1. Dezember) in einem Slalom seinen ersten (und einzigen) Weltcupsieg.
- Hermann Maier, mit nicht ganz 24 Jahren für einen „Einsteiger“ in den Weltcup kein „Eleve“, außerdem trotz Rang 6 im Riesenslalom in Park City (25. November) eher nur einem relativ kleinen Kreis des am alpinen Skisport interessieren Publikums bekannt (dies auch, weil er ab Anfang Januar über einen Monat verletzungsbedingt ausgefallen war; siehe bitte dazu den Artikel „Verletzungen“), errang am 23. Februar beim Super-G in Garmisch-Partenkirchen seinen doch überraschenden ersten Sieg, wenngleich er zwei Tage zuvor bereits an selber Stelle Zweiter gewesen war.
- Andreas Schifferer holte im Super-G beim Finale in Vail (13. März) den ersten Sieg, womit er allerdings seinem Landmann Josef „Pepi“ Strobl den Disziplinensieg „vermasselte“ (siehe bitte Artikel zu den Weltcupentscheidungen).

Damen:
- Für Swetlana Gladyschewa, die bereits eine Bronzemedaille in der Weltmeisterschafts-Abfahrt 1991 und eine Silbermedaille im Olympia-Super-G 1994 ihr eigen nennen konnte, gab es im Super-G in Vail (7. Dezember) den ersten und einzigen Sieg in einem Weltcuprennen (sie trug dabei die Start-Nr. 32). Über sie wurde berichtet, dass sie in einem privaten Container „hauste“, um mit den Männern mittrainieren zu können.[1][2]
- Beim zusammen mit Pernilla Wiberg im Saisonfinale in Vail (16. März) errungenen Slalom-Ex-aequo-Sieg realisierte die gut fünf Wochen zuvor mit Weltmeisterschafts-Slalomsilber ausgezeichnete Lara Magoni ihren ersten und einzigen Weltcupsieg.

### Absagen und Verschiebungen
Herren:
- In Whistler mussten sowohl die Abfahrt (7. Dezember) als auch dann der Super-G (8. Dezember) wegen zu viel Neuschnees und schlechter Sicht abgesagt werden.   Die Abfahrt wurde am 20. Dezember in Gröden nachgetragen, wobei die Strecke wegen Nebels, Schneefalls und phasenweise Regens verkürzt und nach mehreren Startverschiebungen ablief. Der Super-G war für den 10. Januar in Chamonix geplant, wurde vom Veranstalter aber schon Ende Dezember abgesagt.[3][4][5][6]
- Auch die Abfahrt in Val-d’Isère konnte nicht störungsfrei (starker Nebel) durchgeführt werden; sie wurde am 14. Dezember um 10.30 h gestartet und musste nach dem mit Nr. 17 ausgefallenen Günther Mader abgebrochen. Josef „Pepi“ Strobl hatte vor Adrien Duvillard und Hannes Trinkl geführt. Die Abfahrt wurde am 15. Dezember nachgeholt, weshalb für den an diesem Tag programmierten Super-G der Montag, 16. Dezember, „angehängt“ wurde.[7]
- Die Abfahrt in Kvitfjell am 1. März wurde nach 30 Läufern (Lasse Kjus lag vor Patrick Ortlieb und Ed Podivinsky in Front) wegen eines Sturms abgebrochen. Starke Windböen hatten für eine Startverpätung von eineinhalb Stunden gesorgt – der aufgekommene Sturm warf eine Tribüne um, wobei eine schwedische Radio-Assistentin Wirbelverletzungen erlitt. Die Abfahrt wurde am 2. März ab 9 h nachgeholt, und danach wurde ab 13 h noch der programmiert gewesene Super-G gefahren.[8][9]

Damen:
- Ein Meter Neuschnee verhinderte die Abfahrt der Damen in Vail am 6. Dezember; sie wurde am 7. Dezember nachgeholt, womit es zusammen mit dem für diesen Tag angesetzten Super-G zu zwei Rennen kam.
- Die Wetterverhältnisse machten in Val d'Isère auch bei den Damen nicht Halt; der am 13. Dezember vorgesehene Riesenslalom musste schon vor dessen Start „gecancelt“ werden, nachdem der dichte Schneefall bereits die Vorläuferinnen behindert hatte.[10]
- In Crans-Montana waren für 20./21. Dezember eine Abfahrt und ein Slalom, verbunden mit einer Kombination, geplant. Die Pistenverhältnisse ließen trotz intensiven Bemühens seitens der Schweizer Organisatoren den Abfahrtslauf nicht zu; eine eintägige Verschiebung des Programms war wegen der TV-Übertragungen nicht möglich. So wurde am 21. Dezember nur der Slalom ausgetragen. Den einzigen positiven Nebeneffekt gab es für die erkältete ORF-TV-Moderatorin Ulli Schwarz, die in der Nacht auf den 20. Dezember ihre Stimme verloren hatte.[11]
- Fast nichts ging auch in Morzine, wo am 22. Dezember der Riesenslalom (Startzeit 9.30 h) zwar mit zweieinhalbstündiger Verspätung begann, aber nach 19 Läuferinnen (in Führung Anita Wachter vor Deborah Compagnoni und Karin Roten) beendet werden musste, weil der Schnee weggebrochen war. Durch 20 cm Neuschnee und Regen waren die Veranstalter überfordert, die mit einem eigenen französischen Produkt und nicht mit dem herkömmlichen „PTX“ die Präparierung in Angriff genommen hatten.[12]
- Die Abfahrt in Bad Kleinkirchheim war bereits für den 10. Januar geplant, jedoch musste sie (Start um 12 Uhr[13]) wegen Nebels nach sieben Läuferinnen (in Führung Florence Masnada vor Hilde Gerg und Régine Cavagnoud) abgebrochen werden. Am 11. Januar war ab 11 Uhr eine weitere Abfahrt im Kärntner Skiort geplant – durch die Absage kam es zu einer Programmänderung mit einem neuerlichen Startversuch um 10:45 Uhr, wo nach neun Läuferinnen Schluss war (diesmal führte Stefanie Schuster); die zweite Abfahrt (lt. offiziellem Startplan ab 13 Uhr) wurde zwar auch nach 36 Läuferinnen abgebrochen, das Ergebnis aber gewertet. (Wären beide Abfahrten über die Bühne gegangen, wäre dies mit zwei Abfahrten an einem Tag eine Premiere im Damenbereich gewesen.)[14][15][16][17]
- In Happo One musste die zweite Abfahrt wegen Regens vom 1. auf den 2. März verschoben werden.[18]

### Verletzungen
Herren:
- Wenige Tage vor dem Auftaktsrennen in  Sölden hatte sich Alberto Tomba bei Trainings am Gletscher des Tonale-Passes Prellungen am linken Knie und rechten Handgelenk zugezogen und musste einen Plastikschutz am Bein und Gips an der Hand tragen. Er konnte erst am 17. Dezember bei seinem „Heimslalom“ in Madonna di Campiglio wieder zu einem Rennen antreten.[19]
- Der immer noch wenig bekannte Hermann Maier kam in der Abfahrt in Chamonix (11. Januar) bereits nach 15 Sekunden Fahrt zu Sturz und erlitt einen Speichenbruch im linken Handgelenk (Maier hatte hier zweimal vierte Trainingszeit erzielt; er wurde am Vormittag des 13. Januar in Salzburg durch Prim. Arthur Trost operiert, wurde wegen Platzmangels sogar für zwei Tage in einem Kinderzimmer untergebracht; es standen ihm eine Woche Gips und danach eine Manschette bevor[20], jedoch war das nicht überbewertet worden). Schlimmer wurde Berni Huber betroffen, der mehrere Rippenbrüche, Armbruch, Kreuzbandrisse in beiden Knien und eine Lungenquetschung erlitt (dieser Vorfall führte zum Ende seiner Karriere).[21][22]
- Lasse Kjus pausierte zum „Chamonix-Wochenende“; er hatte nach einer Viruserkrankung einen Kilo abgenommen.[23]
- Beim Slalom in Chamonix trat Alberto Tomba wegen einer Grippe zum zweiten Lauf nicht mehr an.[24]
- Schwerer Sturz von Adrien Duvillard am 17. Januar im Zielschuss im Training zur Abfahrt in Wengen, wo er ein Schädel-Hirn-Trauma, Rippenbrüche und schwere Lungenverletzungen (Blutgerinnsel im rechten Lungenflügel) erlitt. Der Franzose wurde in ein künstliches Koma versetzt und ins Berner Inselspital gebracht, von wo er mehrere Tage später in die Universitätsklinik Grenoble verlegt wurde.[25][26]
- Beim traditionell zwei Tage vor dem Kitzbühel-Slalom ausgetragenen „Nachtslalom“ in Westendorf (Tirol) brach sich Heinz Schilchegger drei Finger, was sein Aus für die bevorstehenden Weltmeisterschaften bedeutete.[27]
- Thomas Sykora erlitt am Vormittag bei einem Sturz beim Einfahren für den Slalom am „Ganslernhang“ in Kitzbühel eine Beckenprellung; er kam zwar mit 0,99 s Rückstand auf Rang 7, hatte aber für den zweiten Durchgang fitgespritzt werden müssen.[28] (Diese Prellung erwies sich außerdem etwas nachhaltig und war mit ein Grund, dass er bei den Weltmeisterschaften nicht sein Potential ausschöpfen konnte.)
- Atle Skårdal (Ablagerungen im Knie) und Lasse Kjus (Nasenscheidenwand) unterzogen sich nach Saisonende in Oslo Operationen.[29]

Damen:
- Für Picabo Street kam am 4. Dezember das Saisonende, als sie beim ersten Training für die Abfahrt in Vail, wobei sie neue Skier ausprobiert hatte und am letzten Sprung (genannt „Pepi's Face“) von einer Windböe erfasst worden war – die Folgen des schweren Sturzes waren ein Riss des Kreuzbandes und der Seitenbänder im linken Knie; sie wurde zum bekannten Spezialisten Steedman gebracht. Daraufhin hatte sie kurzfristig eine neue Beschäftigung als TV-Co-Kommentatorin angenommen.[30][31]

### Erwähnenswertes
- Der ÖSV hatte, dies trotz Sparmaßnahmen, ein Gesamtbudget von 81 Millionen Schilling veranschlagt, was auch daran lag, für die bevorstehenden Weltmeisterschaften bestmögliche Rahmenbedingungen zu schaffen.[32]
- Nach 1993/94 gelang es dem deutschen Damenteam ein zweites Mal, den Nationencup zu gewinnen.
- Am 7. Dezember 1996 wurden in Vail bei den Damen zwei Rennen an einem Tag gefahren. Vorerst wurde die Abfahrt, danach der Super-G ausgetragen, wobei es die Kuriosität gab, dass die jeweiligen Siegerinnen (Götschl bzw. Gladyschewa) im anderen Rennen Rang 17 belegten.
- Der ORF meldete die höchsten Quoten von den Kitzbühelrennen, u. zw. brachte der Slalom am Ganslernhang 1,375, die Hahnenkammabfahrt 1,319 Mio.; außerdem 2 Tage später der Nachtslalom in Schladming (Startzeiten 18 und 20,45 h[33]) 1,064 Mio. Zuseher.[34]

### Sonstige Vorkommnisse
Herren:
- Thomas Sykora war der überhaupt erste Läufer des Österreichischen Skiverbandes, der einen Weltcup-Slalom in Madonna di Campiglio (17. Dezember) gewinnen konnte.[35]
- Bei der Abfahrt in Gröden gab es erstmals eine an den Kamelbuckeln eingebaute Kamera.[36]
- Bei der ersten Abfahrt in Gröden (20. Dezember) musste Marc Girardelli mit Start-Nr. 42 antreten, einer so hohen Nummer, die er seit seinen Anfangszeiten nicht mehr hatte tragen müssen. Außerdem war ihm von seinem Ski-Ausrüster der Servicemann abgezogen worden, sodass er und sein Vater die Skier präparieren mussten. Von 59 gewerteten Läufern kam er mit 5,71 s Rückstand auf Rang 57. Quellenhinweis siehe bitte unter Absagen, Verschiebungen.
- Der Sieg von Kristian Ghedina in der zweiten Gröden-Abfahrt (21. Dezember) war der erste Abfahrtssieg eines Läufers des italienischen Verbandes auf dieser „heimischen Strecke“ seit Herbert Plank am 18. Dezember 1977.
- Von den beiden Abfahrten in Kitzbühel war jene vom 24. Januar eine „Sprintabfahrt“. Dabei erzielte Sieger Alphand, der in beiden Läufern Erster war, nahezu dieselbe Zeit, nämlich 1:06,26 und 1:06,29.
- Nach vier Jahren kam Alberto Tomba wieder zu einem Rennen in die Nordregion der japanischen Hauptinsel Honshū, u. zw nach Shigakōgen am 8. März, was in ihm keine guten Erinnerung aufkommen ließ (er war bei den Alpinen Skiweltmeisterschaften 1993 in Morioka-Shizukuishi unplatziert geblieben: im Slalom ausgeschieden, Riesenslalom wegen Erkrankung versäumt); auch diesmal lief es ihm mit Rang 35 im Riesenslalom, damit den „Cut der ersten 30“ verpasst, nicht gut, doch kam von ihm viel Lob – sinngemäß sagte er, „im Gegensatz von damals sei dieses Mal eine sehr gute Piste zur Verfügung gestanden“. (Er war zwar 1994/95 in Furano angetreten und in denselben Disziplinen nicht ins Klassement gekommen, doch im Gegensatz zu Morioka und Shigakōgen befindet sich Furano auf Hokkaidō.)[37]
- Am 27. März erlitt Günther Mader, nur 13 Tage nach seinem letzten Weltcuprennen, einen Schlaganfall.

Damen:
- Vor dem Start zum Super-G in Val d'Isère (12. Dezember) kam es zu einem Zwischenfall, der zwei Verletzte forderte: die französische Vorläuferin Jenni Vallier war auf der Piste La Doulle im Zielhang in eine Fotografengruppe gerast und hatte eine Brustkorbprellung und Schnittwunden im Gesicht, der italienische Fotograf Stefano Balladini einen Bruch des linken Beines erlitten. Beide wurden ins Krankenhaus Moutier überstellt.
- Die Überlegenheit von Compagnoni im Riesenslalom wurde von Experten auf einen Materialvorteil der in Santa Caterina beheimateten Doppel-Olympiasiegerin zurückgeführt; sie fuhr Skier, die noch taillierter waren und schon als „Carving-Modell“ bezeichnet wurden.[38]
- Der unter „Premierensiege Damen“ genannte Ex-aequo-Sieg Lara Magoni/Pernilla Wiberg in Vail (16. März) war sogar geschlechterübergreifend der erste „Doppelsieg“ in einem Slalom (die Herren folgten erst am 8. März 2003 in Shigakōgen mit den zeitgleichen Kalle Palander/Rainer Schönfelder).

### Weltcupentscheidungen

#### Herren
Gesamt:

Luc Alphand war der erste Gesamt-Weltcupsieger für Frankreichs Herren seit Jean-Claude Killy in der Saison 1967/68. Gleich wie Alberto Tomba 1994/95 mit Riesenslalom und Slalom, hatten ihn die „Speeddisziplinen“ Abfahrt und Super-G für dieses Bravourstück genügt, allerdings wurde dieses „Werk“ tatsächlich mit dem letzten Rennen, dem Slalom in Vail (an dem er selbst nur Zuseher war und auf Hilfe von dritter Stelle angewiesen war), „vollbracht“.
Zum Jahresende 1996 führte noch Hans Knauß mit 421 Zählern vor Alphand (352), Michael von Grünigen (331), Steve Locher (295), Josef Strobl (292), Thomas Sykora (282), Kjetil André Aamodt (280) und Kristian Ghedina (279). Ein wichtiger Schritt (auch im Abfahrtsweltcup) war Alphand mit dem Sieg in der Sprintabfahrt in Kitzbühel (24. Januar) gelungen, denn Aamodt hatte sich nicht für den zweiten Lauf qualifizieren können.
Nach dem 24. Februar in Garmisch-Partenkirchen lag Alphand mit 977 Punkten voran. Die weiteren Ränge lauteten: Aamodt 814, Ghedina 802, J. Strobl 674, Sykora 668, Von Grünigen 622.

Alphand kam in Kvitfjell nur zu einem fünften und vierten Platz, doch seine Verfolger konnten dies nicht nützen: Aamodt wurde „nur“ Siebter und Neunter, Ghedina Zehnter und Zwölfter. In Shigakōgen war von den „Verfolgern“ nur Aamodt dabei, wobei ihn Rang 4 im „Riesen“ und Rang 10 im Slalom den Abstand zwar um 76 Punkte verkürzen ließ und nur mehr er eine Chance besaß, die sich aber nicht dermaßen verbessert hatte. Im Finale in Vail gab es abwechselnd einmal eine Verbesserung für Alphand, dann für Aamodt, dessen Chancen noch in den beiden technischen Bewerben kommen sollten, doch Riesenslalom-Rang 7 (36 Punkte) brachten ihn nicht so richtig vom Fleck. Noch immer bestand die Chance für ihn im Slalom, vor dem es 1.060 zu 1.130 stand, so dass Rang 2 Pflicht war – Aamodt hatte im zweiten Lauf zwischenzeitlich wegen der Startreihenfolge diesen Rang inne, aber bereits der nachfolgende Mario Reiter „krönte“ Alphand zum Gesamtsieger.
Abfahrt:

Alphand, in der ersten Saisonabfahrt auf Rang 6, danach zwei Siege und ein zweiter Platz, lag nach dem Bormio-Sieg mit 320 Punkten voran; es folgten Ghedina (265), Fritz Strobl (194), Atle Skårdal (181), Werner Franz (169), Josef Strobl (163), Pietro Vitalini (133) und William Besse (122).

Nach Garmisch-Partenkirchen (23. Februar) hatte sich kaum etwas verändert; Alphand wies 705, Ghedina 594 Punkte ab. Nun war Werner Franz Dritter (462) vor Skårdal (436) und F. Strobl (431).
Super-G:

Wohl war Alphand zum Start in Val-d’Isère „nur“ Achter geworden, aber danach setzte er sich prächtig in Szene. Nach dem zweiten Super-G in Garmisch-Partenkirchen (24. Februar), bei dem er Sechster geworden war, lag er mit 272 Punkten voran. Peter Runggaldier (181), Premierensieger Hermann Maier (180), Skårdal (172), J. Strobl (153), Knauß (145), Ghedina (136), Locher (134), Lasse Kjus (127) und Günther Mader (126) waren die übrigen in den ersten Zehn. Da ihm ab nun aber kein Podium mehr gelang (in Kvitfjell Rang 4, wobei „Pepi“ Strobl mit seinem Sieg auf 253 zu 322 aufrückte, und Rang 9 beim Finale in Vail, wo er mit Nr. 3 gestartet war), bedurfte er ausgerechnet der Mithilfe des Salzburger Läufers „Andi“ Schifferer, der (bei seinem mit Nr. 11 errungenen Premierensieg) dem Teamkollegen Strobl (Nr. 4) die notwendigen Punkte für die „kleine Kugel“ „abluchste“.
Riesenslalom:

Nach Kranjska Gora (5. Januar) übernahm Von Grünigen mit 380 Zählern die Führung vor Knauß mit 280; die weiteren Ränge wurden von Steve Locher (247), Fredrik Nyberg (207), Aamodt (201) und Urs Kälin (197) belegt. Dank der weiteren Dominanz Von Grünigens blieb für die Konkurrenten nur die Frage offen, wem die Ehrenmedaillen zufallen würden, wobei Knauß möglicherweise das Duell gegen Aamodt durch die Disqualifikation in Adelboden verloren hatte.
Slalom:

Trotz sechs Saisonsiegen musste Thomas Sykora (mit dem Sieg in Chamonix, seinem persönlich Sechsten, war er an diesem 12. Januar 1997 zum besten ÖSV-Slalomläufer der bisherigen Weltcup-Geschichte avanciert, womit er Rudolf Nierlich übertraf) noch bis zum Saisonfinish in Vail zittern. Nach Kitzbühel (26. Januar) hatte er mit 616 Zählern einen Vorsprung von 206 Zähler auf den Teamkollegen (Sébastien Amiez als Dritter war mit 268 Punkten bereits geschlagen), doch sein Ausfall im ersten Durchgang in Shigakōgen mit gleichzeitigem Stangassinger-Sieg ließen den Vorsprung auf 76 Punkte (666 zu 590) schmelzen.
Im Finale musste er mindestens Elfter werden (bei je 690 Punkten wäre die höhere Zahl an Siegen schlagend geworden); mit Rang 9 gewann er jene Punktezahl dazu, dass ihn der andere Thomas auch mit einem Sieg um 5 Punkte nicht erreicht hätte. Es schien vorerst klar für Sykora zu laufen, denn nach dem 1. Lauf lagen er und Stangassinger (um nur 1/100 s getrennt!) hinter Jagge auf den Rängen 2 und 3; „Stangi“ setzte sich im 2. Lauf an die Spitze, Sykora fuhr die überhaupt schlechteste Laufzeit, doch in Summe hatte es um 0,19 s gereicht. Diese „kleine Kristallkugel“ bedeutete die erste im Slalom für einen österreichischen Läufer seit Alfred Matt 1968/69.
Kombination:

Kjetil-André Aamodt präsentierte sich verlässlich mit hohem Niveau, wobei von den ernsthaften Konkurrenten Chamonix-Sieger Günther Mader und der dortige Dritte Bruno Kernen im Kitzbühel-Slalom nicht ins Klassement kamen (Mader disqualifiziert, Kernen nicht angetreten), anderseits Lasse Kjus in Chamonix nicht am Start war (siehe bitte Artikel „Verletzungen, Erkrankungen“) und Werner Franz nur Rang 9 belegt hatte.

#### Damen
Gesamt:

Pernilla Wiberg war die erste Gesamtweltcupsiegerin aus Schweden. Sie wartete in allen Rennformaten mit Topergebnissen auf. Zum Jahresende war sie Erste mit 612 Punkten vor Seizinger (494), Hilde Gerg (415), Deborah Compagnoni (300), Claudia Riegler (289) und Anita Wachter (285), nach Laax (2. Februar), also 8 Rennen vor Schluss, wies sie 1.425 Zähler und somit 480 Punkten vor Seizinger auf. Die restlichen Läuferinnen mit einer theoretischen Chance waren H. Gerg (818), Compagnoni (787) und Wachter (654); Zurbriggen mit 614 Zählern konnte nicht mehr eingreifen. Der Super-G am 7. März in Mammoth Mountain brachte die endgültige Entscheidung zugunsten der Schwedin, der Rang 3 genügte; das Konto lautete nun 1.615 zu 1.104.
Abfahrt:

Vorerst lag Katja Seizinger in Front, doch mit ihrem (gemeinsam mit Isolde Kostner) errungenen Sieg in Cortina d’Ampezzo übernahm Heidi Zurbriggen mit 269 Punkten um drei Zähler die Führung gegenüber der „Flachland-Deutschen“; Renate Götschl (227), Kostner (196), Wiberg (156) und Hilde Gerg (135) nahmen die weiteren Plätze ein.
Die in den Zeitungen als »Hakuba« bezeichneten zwei Happo-One-Abfahrten machten „Doppelsiegerin“ Selenskaja zur neuen Führenden mit 423 Zählern vor Zurbriggen (421) und Götschl (403); nach Rang 17 in der zweiten Abfahrt wies Seizinger 325 Punkte auf, die ihr nur mehr eine minimale theoretische Chance einräumten. Während Selenskaja in Vail mit Rang 18 punktelos blieb, zog Götschl mit Rang 2 auch noch an Zurbriggen (Rang 5) vorbei und holte erstmals seit Annemarie Moser-Pröll 1978/79 eine „Abfahrtskugel“ für das österreichische Damenteam.
Super-G:

Der Stand nach Val-d’Isère (13. Dezember) lautete H. Gerg 230 vor Wiberg 209 und Seizinger 154. Nach Cortina d’Ampezzo (24. Januar) lag Wiberg mit 389 Punkten voran, Hilde Gerg hatte 330 und Seizinger 274. Bereits chancenlos war Selenskaja (165) – auf Rang 9 und 10 befanden sich die Besten aus Österreich und der Schweiz, Götschl (122) und Zurbriggen (119). Da Wiberg in Mammoth Dritte wurde, schien sie mit 449 zu 410 (Gerg) zu 374 (Seizinger) auf, doch im Finale in Vail schied sie aus – und wurde von den beiden DSV-Damen überholt.
Riesenslalom:

Nachdem Sabina Panzanini zum Saisonauftakt im ersten Lauf in Sölden ausgefallen war, legte sie zwei Siege nach und führte zwischendurch (200 Punkte gegenüber Compagnoni und Wachter mit je 160), die Plätze 16 und 17 in Zwiesel mit nur 29 Punkten ließen sie zurückfallen; es kam aber noch schlimmer, denn sie konnte verletzungsbedingt nicht mehr zu den weiteren zwei Rennen antreten. Vor allem die imponierende Serie seitens Deborah Compagnoni (sie hatte lediglich durch ihren Ausfall im 1. DG in Park City nicht gepunktet) brachten dieser noch einen deutlichen Gesamterfolg. Wachter hatte mit zwei neunten Plätzen (Cortina, Vail) sogar noch die sich ebenfalls auf hohem Niveau präsentierende Seizinger (nur ein Ausfall im 2. Lauf in Zwiesel am 17. Januar) vorbeiziehen lassen müssen.
Slalom:

Nach den beiden Slaloms am Semmering führte Wiberg mit 310 Punkten knapp vor Claudia Riegler (289); die weiteren Ränge: Compagnoni 220, Patricia Chauvet 206, Urška Hrovat 157, Wachter 151, Leïla Piccard 101 und Roten 99. Riegler konnte zwar in Laax gewinnen, aber ihre Ausfälle in den beiden vorangegangenen Slaloms (bei jeweils Siegen von Wiberg) hatten ihr ein Punkteverhältnis von 389 zu 570 gebracht (die spätere Weltmeisterin Compagnoni hatte mit 327 Punkten keine Chance mehr). Wiberg war schon nach Mammoth Mountain (wo Riegler erneut nicht in die Wertung kam) Disziplinensiegerin mit 670 Punkten vor Riegler (389). Dieser, die in Vail mit Rang 9 abschloss, blieb gerade noch knapp der zweite Rang in der Endwertung.
Kombination:

Die Ränge 10 und 3 genügten Wiberg für den Sieg in der einzigen in Laax ausgetragenen Kombination.

### Tödlicher Unfall
Noch vor Saisonbeginn, u. zw. am 5. Oktober, kam der österreichische Rennläufer Richard Kröll bei einem Verkehrsunfall ums Leben, als er auf der Heimfahrt bei einem Überholmanöver gegen einen entgegenkommenden deutschen Autobus fuhr.

### Rücktritte
- Noch vor Saisonbeginn gab Bernhard Gstrein sein Karriereende bekannt.[44]
- Seinen Rücktritt, der sich schon längere Zeit auf Grund seiner Knieverletzungen angekündigt hatte, gab der fünffache Weltcup-Gesamtsieger Marc Girardelli während der Ski-WM 1997 in Sestriere am 10. Februar 1997 bekannt.